# Militärflugplatz San Vito dei Normanni
Der Militärflugplatz San Vito dei Normanni war eine militärische Einrichtung in der süditalienischen Region Apulien. Bekannt wurde der zwischen Brindisi und San Vito dei Normanni gelegene Flugplatz vor allem wegen einer großen Abhörstation der US-Streitkräfte.

## Geschichte
Der Flugplatz wurde im Jahr 1912 als Stützpunkt für Luftschiffe der italienischen Marine eingerichtet. Nach dem Ersten Weltkrieg diente der Flugplatz auch als Verkehrsflugplatz der knapp zehn Kilometer östlich gelegenen Stadt Brindisi, bis 1933 neben dem Wasserflugplatz der Hafenstadt der noch heute bestehende Flughafen Brindisi eröffnet wurde. Nach der erneuten militärischen Nutzung im Zweiten Weltkrieg endete der Flugbetrieb in San Vito dei Normanni ganz.
Im Jahr 1960 reaktivierte die US Air Force den Flugplatz als San Vito dei Normanni Air Station, zunächst als Außenstelle der Aviano Air Base, dann als Stützpunkt des US Air Force Security Service und später der United States Air Forces in Europe. Bis 1964 errichteten die Amerikaner auf dem 160 Hektar großen ehemaligen Flugplatzgelände eine Wullenweber-Kreisantennenanlage vom Typ AN/FLR-9 sowie 260 Gebäude für das hier eingesetzte Personal. Die Kreisgruppenantenne mit einem Durchmesser von rund 400 Meter diente zur präzisen Erfassung und Echtzeitverfolgung (Tracking) von Sendern auf der ganzen Welt, vornehmlich im Lang- und Mittelwellen- und im Kurzwellenbereich.
Die von San Vito aus betriebene Fernmeldeaufklärung hatte im Kalten Krieg insbesondere die Staaten des Warschauer Pakts sowie die des Nahen Osten als Ziel. 1994 wurde der Betrieb weitgehend eingestellt. Nach einer kurzen Reaktivierung wegen des Kosovokrieges baute man die als „Kolosseum“ oder „Elefantenkäfig“ bezeichnete Antennenanlage ab und gab den Stützpunkt 2003 an Italien zurück. Die italienische Regierung überließ Teile der Anlage dem Welternährungsprogramm der Vereinten Nationen, das am Flughafen Brindisi ein Logistikzentrum unterhält. Der Rest soll ebenfalls einer zivilen Nutzung zugeführt werden.

## Sonstiges
Obwohl Militärflugplatz San Vito dei Normanni oder San Vito dei Normanni Air Station genannt, liegt der ehemalige Flugplatz nicht auf dem Gebiet der Gemeinde, nach der er benannt ist, sondern auf dem der Stadt Brindisi.